# ناوگان ترکیبی
ناوگان ترکیبی (به ژاپنی: 聯合艦隊, Rengō Kantai) بخش نیروی دریایی آب‌های آبی در نیروی دریایی امپراتوری ژاپن بود. ناوگان ترکیبی تا سال ۱۹۳۳ یک سازمان دائمی نبود، بلکه یک نیروی موقت بود که در زمان درگیری یا مانورهای بزرگ دریایی، از واحدهای مختلفی که معمولاً هر یک تحت فرماندهی جداگانه بودند تشکیل می‌شد.